# Illinoia magna
Illinoia magna är en insektsart som först beskrevs av Hille Ris Lambers 1974.  Illinoia magna ingår i släktet Illinoia och familjen långrörsbladlöss. Inga underarter finns listade i Catalogue of Life.